# 周敬东
周敬东（1941年—），男，湖北应山人，中华人民共和国政治人物，曾任中国残疾人联合会副理事长，中央国家机关工委副书记，第九、十届全国政协委员。